# Rock N' Oz
Rock N' Oz is een compilatie van de grootste hits van de Spaanse Celtic metalband Mägo de Oz. Het album werd in 2006 uitgegeven, en bestaat uit 3 cd's, waaronder één special edition, genaamd The Best Oz.

## Tracks
- Disc 1
  1. Molinos de Viento (Versie 2006)
  2. La Costa del Silencio
  3. Fiesta Pagana
  4. La Danza del Fuego
  5. El Lago
  6. El Atrapasueños
  7. La Rosa de los Vientos
  8. El Que Quiera Entender Que Entienda
  9. Hoy Toca Ser Feliz
  10. La Posada de los Muertos
  11. Diabulus in Música
  12. Hasta Que Tu Muerte Nos Separe (Versie 2006)
  13. Hasta Que el Cuerpo Aguante
  14. El Cantar de la Luna Oscura (Versie 2006)
- Disc 2
  1. Jesús De Chamberí (Versie 2006)
  2. Van A Rodar Cabezas
  3. El Santo Grial
  4. Satania
  5. La Leyenda De La Mancha
  6. Gaia
  7. Maritornes
  8. El Paseo De Los Tristes
  9. Astaroth
  10. Réquiem
- Disc 3 (The Best Oz versie)
  1. Noches de Bohemia
  2. Para Ella
  3. Brisa de Otoño
  4. Por Volver a Tenerte
  5. El Tango del Donante
  6. Domingo de Gramos
  7. Jesús de Chamberí
  8. El Ángel Caído
  9. La Canción de Pedro
  10. Al-Mejandría
  11. Memoria da Noite
  12. Sueños Diabólicos
  13. La Fina
  14. Take on Me
  15. Como un Huracán
  16. Adiós Dulcinea